# Lacs de Carnau
Les lacs de Carnau sont deux lacs des Pyrénées françaises situés dans le département des Pyrénées-Atlantiques en région Nouvelle-Aquitaine.

## Géographie
Les lacs de Carnau sont deux petits lacs naturels du département des Pyrénées-Atlantiques se faisant suite, l'un à 2 202 m et l'autre à 2 208 m. Situés à la frontière du parc national des Pyrénées, ils sont surplombés à l'est par le col d'Artouste et au sud par la crête de la Lie.

## Voies d'accès
Les lacs de Carnau sont situés sur le sentier de randonnée qui relie les lacs d'Artouste et de Migouélou, dans le Val d'Azun. Ils sont accessibles en une bonne demi-journée de marche depuis le parking du Plaa d'Aste en passant par Migouélou (passage du col d'Artouste assez délicat), ou encore en une paire d'heures depuis la station du petit train d'Artouste.